# Age of Love (album)
Albums de Scooter
Wicked!
(1996) No Time to Chill
(1997)
Age of Love est le quatrième album studio du groupe allemand Scooter, commercialisé en 1997. Age of Love contient deux single The Age of Love et Fire. Il s'agit du dernier album auquel Ferris Buller participe, ce dernier ayant quitté le groupe en 1998 afin de poursuivre sa carrière en solo, avant de se faire remplacer par Axel Coon. Ils font une tournée promotionnelle pour l'album aux côtés de Brooklyn Bounce et Shahin & Simon. L'album est bien accueilli sur AllMusic avec une note de trois étoiles.
Fire apparaît dans la bande originale du film Mortal Kombat : Destruction finale ; la chanson est certifiée disque d'or en Allemagne avec 250 000 exemplaires vendus.

## Liste des titres
Toutes les chansons sont écrites et composées par H.P. Baxxter, Rick J. Jordan, Ferris Bueller, et Jens Thele ; sauf Forever (Keep Me Running), Hit the Drum, et Tonight qui sont écrites par Shahin Moshirian et Stephan Browarczyk ; Leave in Silence est écrite avec Nosie Katzmann.
| No  | Titre                     | Durée |
| --- | ------------------------- | ----- |
| 1.  | Introduction              | 1:00  |
| 2.  | The Age of Love           | 3:48  |
| 3.  | She Said                  | 5:18  |
| 4.  | Fire                      | 3:32  |
| 5.  | Dancing in the Moonlight  | 4:33  |
| 6.  | Forever (Keep Me Running) | 4:46  |
| 7.  | Hit the Drum              | 4:37  |
| 8.  | Don't Waste No Time       | 4:14  |
| 9.  | Tonight                   | 4:58  |
| 10. | Return of the Future      | 4:57  |
| 11. | Leave in Silence          | 3:34  |

## Classements
| Classements (1997)                 | Meilleure position |
| ---------------------------------- | ------------------ |
| Allemagne (Media Control AG)       | 19                 |
| Autriche (Ö3 Austria Top 40)       | 32                 |
| Finlande (Suomen virallinen lista) | 4                  |
| Hongrie (Mahasz)                   | 3                  |
| Norvège (VG-lista)                 | 35                 |
| Suède (Sverigetopplistan)          | 26                 |
| Suisse (Schweizer Hitparade)       | 35                 |